# Govdex
GovDex est une initiative du gouvernement de l'Australie qui promeut des méthodes et des outils destinés à développer le e-Gouvernement.

## Les principes et les hypothèses de base de Govdex sont les suivants
- Govdex met en facteur commun les travaux ayant pour effet de faciliter l'interopérabilité des systèmes d'information des administrations et est dédié aux travaux sémantiques et de définition des processus administratifs.
- GovDex comporte et définit les principes de gouvernance et les composants procéduraux définissant l'organisation des structures, les rôles et les processus administratifs ainsi que les méthodes utilisées pour ces travaux.
- Govdex a conçu les mécanismes destinés à développer les métadonnées, les dictionnaires de données communs et les taxonomies qui constituent la base du cadre sémantique d'interopérabilité
- Govdex rassemble le résultat du travail sémantique dans un Registre grâce auquel l'information standardisée souhaitée peut être découverte et réutilisée par des dispositifs appropriés d'importation.
- Govdex préserve les droits et respecte les missions des organisations administratives relatifs aux données dont elles ont la garde.
- Govdex utilise pleinement les standards internationaux et met les informations et dictionnaires de données publiques en accès public afin de permettre aux éditeurs de logiciels de s'y référer. Govdex neutre vis-à-vis des technologies.
- Govdex ne requiert pas de compétences très élaborées pour être utilisé. Bien documenté, se référant à une documentation précise et complète, Govdex est d'utilisation simple. élément B
- Govdex a pour objectif premier de faciliter les échanges électroniques trans-secteurs (interministériels, et entre État et régions)